# Petit-duc nain
Psiloscops flammeolus
Genre
Espèce
Synonymes
- Scops flammeola Kaup, 1852
(protonyme)
- Otus flammeolus
- Megascops flammeolus

Statut de conservation UICN

 LC  : Préoccupation mineure
Le Petit-duc nain (Psiloscops flammeolus) est une espèce d'oiseaux de la famille des Strigidae. C'est la seule espèce du genre Psiloscops.

## Description
C'est un oiseau nocturne d'environ 15 cm de long et 35 cm d'envergure. Les femelles pèsent en moyenne 63 grammes et les mâles 51.

## Répartition

zone de nidification
présence permanente
voie migratoire
aire d'hivernage

Cet oiseau niche depuis la Colombie-Britannique et l'Ouest américain jusqu'au centre du Mexique.

## Taxinomie
Le Petit-duc nain a longtemps été placé par les ornithologues dans le genre Otus, notamment par l'American Ornithologists' Union, dès 1910. Certaines autorités taxinomiques (Clements, Howard & Moore) continuent d'ailleurs à le placer dans ce genre.
Toutefois, les analyses phylogéniques montrent qu'il est génétiquement distinct des Otus, et qu'il est base de tout le clade monophylétique comprenant les Megascops,,. Son chant est aussi différent de ceux des espèces du genre Megascops.
L'espèce est donc déplacée par le Congrès ornithologique international (classification version 3.4, 2013) dans un genre à part.